# Denmark Open 1984
Die Denmark Open 1984 im Badminton fanden vom 8. bis zum 11. März 1984 in Kopenhagen statt.

## Finalergebnisse
| Disziplin    | Sieger                  | Finalist                         | Ergebnis          |
| ------------ | ----------------------- | -------------------------------- | ----------------- |
| Herreneinzel | Morten Frost            | Jens Peter Nierhoff              | 15-1, 15-2        |
| Dameneinzel  | Zheng Yuli              | Helen Troke                      | 11-6, 11-7        |
| Herrendoppel | Li Yongbo Tian Bingyi   | Morten Frost Jens Peter Nierhoff | 15-7, 15-2        |
| Damendoppel  | Kim Yun-ja Yoo Sang-hee | Yoshiko Yonekura Atsuko Tokuda   | 3-15, 15-5, 15-13 |
| Mixed        | Dipak Tailor Nora Perry | Billy Gilliland Imelda Wiguna    | ohne Kampf        |